# Byrrhus pyrenaeus
Byrrhus pyrenaeus là một loài bọ cánh cứng trong họ Byrrhidae. Loài này được Dufour miêu tả khoa học năm 1834.